# Grafmonument van Johannes van Bree
Grafmonument van Johannes van Bree is een monument ter herinnering aan musicus Johannes van Bree.
Van Bree werd in februari 1857 begraven op de begraafplaats De Liefde in Amsterdam-West. Van Bree was aan het eind van zijn leven arm, zodat hij in een huurgraf werd gelegd. Tijdens zijn laatste dagen was er een benefietconcert gepland om hem financieel te ondersteunen, maar hij overleed voordat tot uitvoering kon worden overgegaan. Giften zorgden er vervolgens voor dat hij in april van datzelfde jaar een familiegraf kreeg toebedeeld; hij werd overgeplaatst. Na de begrafenis werd de wens uitgesproken tot plaatsing van een monument. De financiering werd verzorgd door Maatschappij tot Bevordering der Toonkunst en Zelus pro domo Dei. In november 1957 was de legsteen voltooid en kon ze bezichtigd worden. De steen werd ontworpen en vervaardigd door A. Anchelon (beeld- en steenhouwer) aan het Weesperplein. Er was in de vorm van een harp een verwijzing naar de muziek en op de steen was een tekst uit Psalm 84 leesbaar Hoe lieflijk zijn uwe woningen.
In de jaren vijftig van de 20e raakte begraafplaats De Liefde buiten gebruik en vervallen Bij de ontruiming sneuvelden al veel graven omdat ze niet meer werden bijgehouden. Het graf van Van Bree werd dat bespaard; maar er moest wel gezocht worden naar een nieuwe katholieke rustplaats gezocht. De maatschappij Caecilia zou de verhuizing voor haar rekening nemen, maar herbegraven leek (opnieuw) op een financieel debacle af te gaan. De gemeente Amsterdam stelde vervolgens een terreintje vrij op De Nieuwe Ooster waar hij met zijn vrouw vanaf juni 1957 kwam te liggen in een veld met andere bekende Amsterdammers. Op 7 juni 1958 werd vervolgens een monument onthuld, bekostigd door diezelfde gemeente. De ontwerper van dit beeld was Atze Haytsma (1929). Tijdens de onthulling speelden leden van het Concertgebouworkest onder leiding van Eduard van Beinum het vooruitstrevende Allegro voor vier strijkkwartetten van Van Bree. Ook werd het Kyrie uit diens Mis in As ten gehore gebracht. Eduard Reeser hield een toespraak. Het beeld bestaat een sokkel met daarop een figuur van grijsblauw steen in opgaande lijn. De ondergrond bestaat uit een schotel, weergave van menselijke activiteit overgaand is de opgaande lijnen die aan orgelpijpen zouden doen denken.  Onder op het beeld is de paraaf van de kunstenaar leesbaar A.H.   